# Picea × albertiana
Picea × albertiana, S.Br., 1907,  è una specie di peccio, appartenente alla famiglia delle Pinaceae, ibrido naturale tra Picea glauca e Picea engelmannii, originaria dell'Alberta (Canada) e del Montana (Stati Uniti d'America).

## Etimologia
Il nome generico Picea, utilizzato già dai latini, potrebbe, secondo un'interpretazione etimologica, derivare da Pix picis = pece, in riferimento all'abbondante produzione di resina. Il nome specifico albertiana fa riferimento allo stato canadese dove, nel 1907, Stewardson Brown studiò e descrisse questo ibrido naturale.

## Morfologia
Stewardson Brown, nel 1907, così descrisse questo Taxon: un albero slanciato, che raggiunge un'altezza di più di 15 m, con virgulti e pulvini (lunghi 1 mm) di colore inizialmente marrone-giallastro, poi più scuri, mai glauchi e con superficie liscia. Gli aghi sono lunghi 1,5-2,5 cm, di colore blu chiaro o blu-verde, con 3-4 e talvolta cinque fasce di stomi su entrambe le pagine, ricurvi e con punte acute e rigide. I coni femminili sono ovati, di colore cremisi da immaturi, lunghi 2,5-3,5 cm, con macrosporofilli saldi e rigidi, arrotondati in punta, più lunghi che larghi, di colore marrone-cinnamono, e con brattee lunghe 2 mm, dalle punte più o meno acute e erose.
Farjon, che classifica l'ibrido come varietà di P. glauca, ne fornisce la seguente descrizione dei caratteri morfologici salienti: nuovi virgulti pubescenti, aghi lunghi 1,5–2 cm, con punte ottuse. Coni femminili ovoidali o ovoidali-oblunghi, molto stretti alla base.

## Distribuzione e habitat
Rappresenta la più importante presenza vegetale arborea nelle foreste boreali del continente nordamericano; vegeta dal livello del mare (nella parte settentrionale dell'areale) ai 1900 m nella parte meridionale (fino a 2100 m la var. albertiana), su suoli usualmente di origine fluviale o glaciale, lievemente acidi o neutri e spesso podzolici. Il clima di riferimento è prevalentemente di tipo freddo continentale, tranne nella parte più orientale dell'areale dove prevale quello marittimo, con precipitazioni annue che variano dai 200 ai 1250 mm; anche la stagione vegetativa è molto variabile, dai 25 ai 160 giorni annui. Cresce in formazioni prevalentemente pure in gran parte del suo areale con saltuaria ricorrenza di Betula papyrifera; in alcune parti dell'areale si accompagna anche a altre conifere.

## Tassonomia
Questo taxon è il risultato di un'ibridizzazione introgressiva tra P. glauca e P. engelmannii ed è probabilmente l'ibrido naturale tra specie botaniche con l'areale più vasto. La sua classificazione è molto controversa in quanto molti autori tassonomici preferiscono considerarlo una varietà biologica di P. glauca, in quanto le differenze morfologiche con la varietà-tipo di questa specie, sono minime.

### Sinonimi
Sono riportati i seguenti sinonimi:
- Picea alba var. albertiana (S.Br.) Beissn.
- Picea × albertiana var. densata (L.H.Bailey) W.L.Strong & Hills
- Picea × albertiana subsp. ogilviei W.L.Strong & Hills
- Picea × albertiana var. porsildii (Raup) W.L.Strong & Hills
- Picea glauca subsp. albertiana (S.Br.) P.A.Schmidt
- Picea glauca var. albertiana (S.Br.) Sarg.
- Picea glauca var. densata L.H.Bailey
- Picea glauca subsp. ogilviei (W.L.Strong & Hills) Silba
- Picea glauca var. polsildii Raup
- Picea glauca subsp. polsildii (Raup) Silba

### Conservazione
Come P. glauca, viene classificato specie a rischio minimo (least concern in inglese) nella Lista rossa IUCN.